# Воденица поточара у Кусићу
Воденица поточара у Кусићу, месту у општини Бела Црква, изграђена је крајем 19. века и убраја се у споменике културе у категорији непокретних културних добара од великог значаја.
Воденица поточара се налазила на каналу-јарузи реке Нере у јужном Банату и једна заштићена од некад бројних воденица које су постојале. Унета је на ђенералштабну карту по подацима из 1912. и 1921. године. Тачно време њеног настанка није познато, али је на сандуку за брашно забележено 1891, што се може претпоставити да је настала те или ранијих година и име Петар, уписано поред године, указује на име једног од власника воденице.
Била је грађена мешовитим материјалом – набој, даске и опека – она сведочи о преправкама којима је током времена била изложена. Подужном страном је била постављена преко воденог тока, удаљена око два метра од јаза са којег је усмерена вода на три хоризонтално постављена воденична кола. Значајна као сведочанство народног техничког знања она као редак пример воденице у Војводини употпуњава типолошку слику градњи за млевење жита на том простору.
Воденица је срушена.